# دانشگاه بحرین
دانشگاه بحرین (عربی: جامع البحرین، دانشگاه غیررسمی بحرین، به اختصار UOB) بزرگترین دانشگاه عمومی در پادشاهی بحرین است. دانشگاه بحرین تنها دانشگاه ملی در کشور است. این دانشگاه دارای ۳ پردیس در صخیر، شهرک عیسی و منامه می‌باشد، دانشگاه بحرین بیش از ۲۰۰۰۰ دانشجو و ۲۰۰۰ کارمند دارد.

## پردیس‌ها

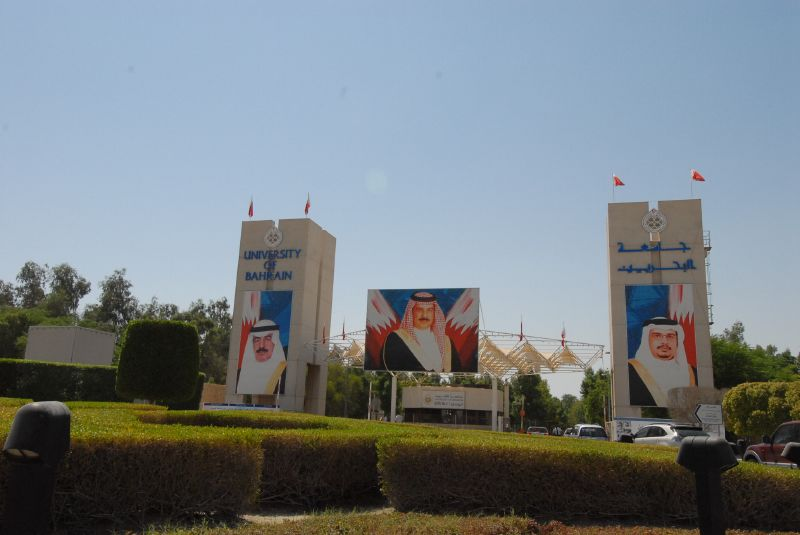
سردر پردیس صخیر

دانشگاه دارای سه پردیس است. پردیس اصلی آن در صخیر، مساحتی معادل ۱۰۳۶۵۷متر مربع را شامل می‌شود و به جز دانشکده‌های علوم بهداشت و مهندسی تمام کالج‌ها در این پردیس قرار دارند کالج علوم بهداشت در پردیسی به مساحت ۱۰۰۰۰مترمربع در کنار مجتمع پزشکی سلمانیه مستقر است. کالج مهندسی در پردیسی به مساحت ۱۰۰۰۰مترمربع در کنار پلی تکنیک بحرین مستقر است. این دانشگاه دارای ۶۶ساختمان، ۲۴۰ کلاس درس، ۱۸۳ آزمایشگاه و ۳ ورزشگاه است. این دانشگاه دارای چهار کتابخانه است که کتابخانه مرکزی آن دارای ۲۵۰٬۰۰۰ کتاب است. این کتابخانه همچنین به پایگاه داده کتابخانه بریتانیا دسترسی دارد.

## کالج‌ها
دانشگاه بحرین ۱۱۰میلیون دلار به عنوان بودجه از دولت بحرین دریافت می‌کند. دانشگاه خود شامل ۱۰کالج است:
- کالج هنر
- کالج مدیریت کسب و کار
- کالج مطالعات کاربردی
- کالج تربیت بدنی و فیزیوتراپی
- کالج معلمان بحرین (BTC)
- کالج حقوق
- کالج فناوری اطلاعات
- دانشکده علوم
- کالج مهندسی
- کالج علوم بهداشت

## رتبه‌بندی
دانشگاه بحرین در رتبه‌بندی دانشگاه‌های جهان در سال 2022 که بوسیله مؤسسه QS انجام شده‌است در رتبهٔ ۱۰۰۰–۸۰۱ دانشگاه‌های برتر دنیا قرار گرفته‌است.